# Ctenodactylus gundi
Ctenodactylus gundi é uma espécie de roedor da família Ctenodactylidae. Pode ser encontrado na Líbia, Argélia, Tunísia e Marrocos.
Foi nesta espécie de roedor que, em 1908, os cientistas Charles Nicolle e Louis Manceaux encontraram pela primeira vez o parasita Toxoplasma gondii, o causador da toxoplasmose.